# Haumia
Ne doit pas être confondu avec la déesse hawaïenne Hauméa.
Haumia-tiketike (aussi appelé Haumia-roa ou Haumia-tikitiki), ou plus communément Haumia, est le dieu de toute nourriture non-cultivée, dans la mythologie maorie.
Il est particulièrement associé au rhizome amylacé du Pteridium esculentum, qui est devenu un élément majeur du régime alimentaire des Māori dans le passé. Il s'oppose en cela à son frère Rongo, le dieu de la paix, de la kūmara et de toutes les plantes alimentaires cultivées.
Bien que variant selon les régions ou les tribus, il est souvent considéré comme le fils ou le petit-fils de Rangi-nui. Dans le mythe de la création du monde, il a essayé de séparer ses parents Rangi et Papa.

## Famille
Dans le mythe de la création maori te Arawa, Tangaroa est le fils de Ranginui et Papatūānuku (dits Rangi et Papa), respectivement le ciel père et la terre mère, qui ont l'habitude de s'allonger dans une étreinte étroite tandis que leurs nombreux enfants vivent dans les ténèbres entre eux.
Dans le sud de la baie de l'Abondance et dans certaines parties de la côte est — une région d'origine pour la plupart des iwi Tākitimu (en) —, Haumia-tiketike n'est pas reconnu comme fils de Ranginui et de Papatūānuku, mais comme un fils de Tāne Mahuta, qui est lui leur fils,. Ceux qui sont ses frères selon la tradition te Arawa sont donc ses oncles dans la tradition Tākitimu : Rongo, Rūaumoko, Tāne, Tangaroa, Tāwhirimātea, Tūmatauenga, Whiro.
Dans les traditions de Kāi Tahu (un iwi associé à Tākitimu), Haumia-tiketike est un fils de Tamanuiaraki (« Grand fils du ciel »), qui est un fils de Rakinui et Hekehekeipapa (« Descente dans le monde »),. Dans cette tradition, Haumia-tiketike (« racine de fougère ») a les frères suivants :
- Manuika (« Poisson-oiseau »)
- Manunuiakahoe (« Puissance/abri des rameurs »)
- Huawaiwai (« Fruit pulpeux »)
- Tahitokuru (« Souffle ancien »)
- Kohurere (« Brume volante »)
- Teaohiawe (« Jour de grisaille »)
- Haere (« Action »)
- Uenukupokaia (« Terre tremblante, encerclement »)
- Uenukuhorea (« Terre tremblante, encerclement »)
- Rakiwhitikina (« Paradis entouré d'une ceinture »)
- Te Pukitonga (« La fontaine/originaire du sud »)
- et de nombreux autres jusqu'à l'apparition des humains.

Haumia a aussi des descendants connus :
- Son fils Te Mōnehu (spores de fougères, indument) a lui-même plusieurs descendants[7] :
  - Namu ou Namuiria[8] (phlébotomes)
  - Waeroa (moustiques)
  - Rō (phasmes)
  - Aruhe (racine de fougère)
  - Rōtāne (mantes mâles)[9]
  - Pūngāwerewere (araignées)[9]
  - et autres insectes[9]

## Haumia-tiketike dans le Mythe créateurte Arawa
Les enfants de Rangi et Papa se sentent frustrés d'être confinés dans l'espace exigu entre leurs parents. Tūmatauenga, futur dieu de la guerre, propose qu'ils tuent leurs parents. Mais Tāne propose de les séparer, faisant du ciel un étranger pour eux, tandis qu'ils resteraient proches de leur mère nourricière. Tous les frères de Haumia sont d'accord, à l'exception de Tāwhirimātea.
Ils se mettent alors à l'œuvre pour tenter de séparer leurs parents. Rongo puis Tangaroa se lèvent pour essayer de déchirer les cieux et la terre, sans effet. Haumia-tiketike se lève et lutte sans succès, pas plus que Tūmatauenga. C'est alors que Tāne, après plusieurs tentatives infructueuses, plante sa tête dans sa mère la terre et pousse son père le ciel avec ses jambes puissantes. Alors qu'ils sont en train de se séparer, Rangi et Papa crient et gémissent de douleur : « Pourquoi as-tu ainsi tué tes parents ? Pourquoi as-tu commis un crime aussi horrible que de nous tuer, de séparer tes parents ? » Mais Tāne maintient son effort et Rangi et Papa sont enfin séparés, laissant place à la lumière, et révélant qu'entre les corps de ses deux parents, une multitude d'êtres humains, engendrés par ces derniers, étaient restés cachés,.
Tāwhirimātea, le dieu des tempêtes et des vents, est en colère parce que ses parents sont séparés. Il rejoint son père dans le ciel et punit la terre et la mer avec de violentes tempêtes,. Tāwhirimātea attaque les forêts de Tāne, puis les océans, et Tangaroa, le dieu de la mer, s'enfuit. Il attaque ensuite Rongo et Haumia, respectivement ancêtres des aliments cultivés et non cultivés. Leur mère Papa, pour préserver ces aliments pour ses autres enfants, attrape Rongo et Haumia et les cache en sécurité, de manière que Tāwhirimātea ne les trouve pas. Tous ses frères ayant fui, seul reste Tūmatauenga face à la colère de Tāwhirimātea. Dieu des humains, Tūmatauenga reste debout et inébranlable sur la poitrine de sa mère la Terre : la guerre est terminée et tout le monde s'apaise un temps.
Mais Tūmatauenga s'en prend à son tour à tous ses frères, pour l'avoir abandonné face à la furie de Tāwhirimātea. Il attaque d'abord Tāne, qui a une nombreuse progéniture et peut à terme lui faire du mal. Tūmatauenga crée alors de nombreux nœuds coulants à base de feuilles de whanake et dépose les pièges, qui empêchent les enfants de Tāne de se déplacer ou de voler. C'est ainsi que la légende maorie explique que les arbres soient fixés au sol. De même, il piège les enfants de Tangaroa avec des filets de pêche. Il cherche ensuite Rongo et Haumia puis les reconnaît par leur feuillage caractéristique. Il gratte une houe en bois, tresse un panier, creuse la terre et arrache toutes sortes de plantes aux racines comestibles, et les plantes qui avaient été déterrées se dessèchent au soleil.
Dans sa vengeance, Tūmatauenga dévore ainsi tous ses frères, sauf Tāwhirimātea qui lui resiste, et le force à se retirer. C'est ainsi que face à l'humanité, représentée par Tūmatauenga, les tempêtes et les ouragans, engences de Tāwhirimātea, demeurent en guerre permanente jusqu'à ce jour. Symboliquement, des attributs sont donnés à chacun des dieux. Tandis que Rongo est associé à la patate douce (ou kūmara) et à tous les légumes cultivés comme aliments, Haumia est lui associé à la racine de fougère et à toutes sortes d'aliments qui poussent à l'état sauvage.
Dans certaines versions, quand Haumia se cache dans Papatūānuku, sa mère la terre, ses cheveux traversent la surface de la terre et demeurent au-dessus du sol, sous la forme de pousses de fougère. Quand les humains arrivent, ils voient ces cheveux et s'empressent de les déterrer pour les cuire et les manger. Depuis, quand les humains ont besoin de nourriture végétale sauvage, ils sont obligés de plonger dans le corps de la Terre Mère.

## Dieu des plantes alimentaires non cultivées

### Fougères

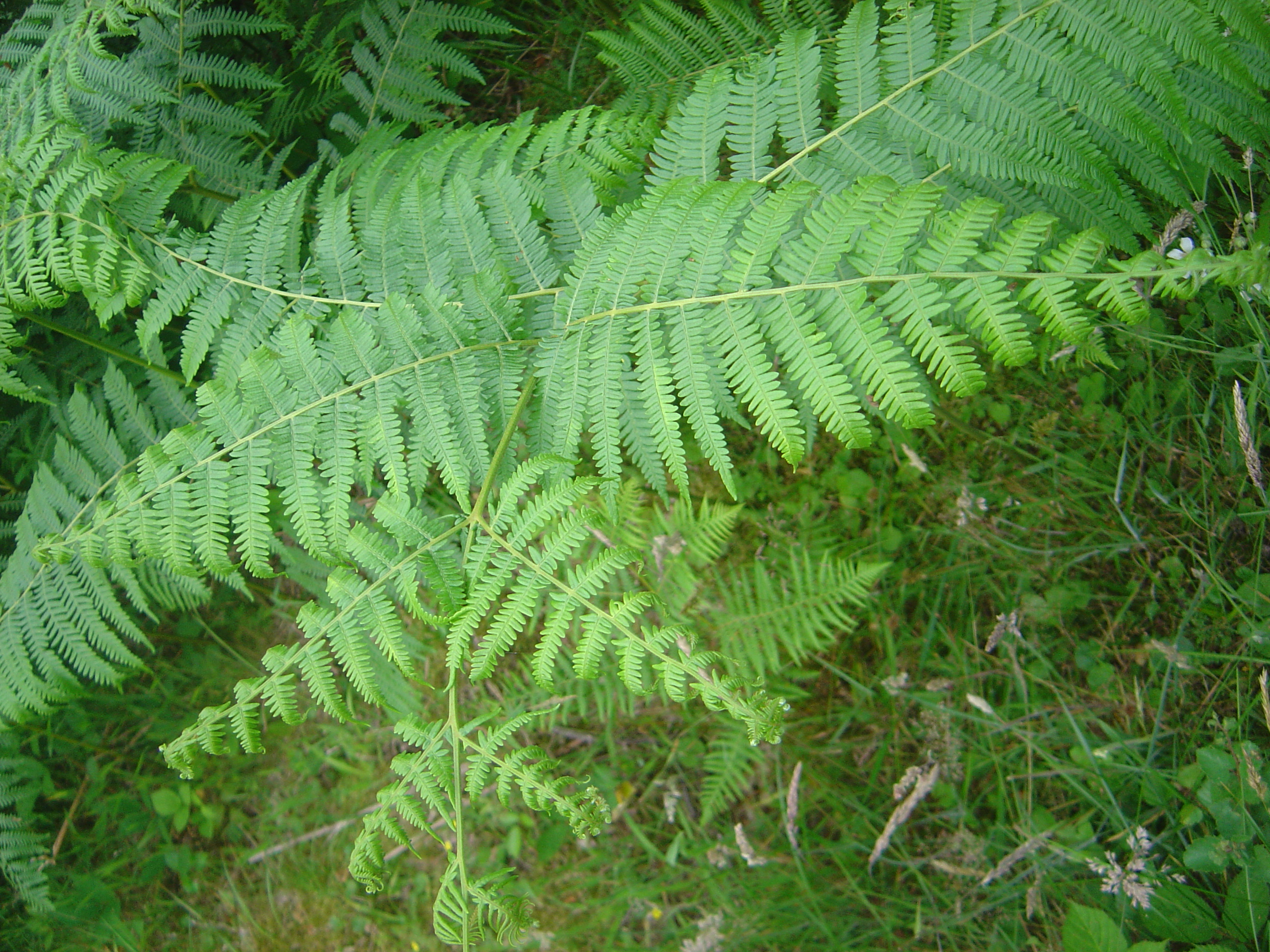
Haumia-tiketike est l’atua associé à l’aruhe, le rhizome commestible de la fougère Pteridium esculentum, qui constitue une part très importante de l'alimentation maorie,.

Les rhizomes de qualité alimentaire (aruhe), qui constituaient une source de nourriture importante pour les Māori, n'ont été obtenus qu'à partir de la fougère Pteridium esculentum (rarauwhe), une fougère commune dans toute la Nouvelle-Zélande poussant dans les endroits ouverts et des sols profonds et modérément fertiles, qu'elle colonise rapidement à partir de son rhizome souterrain. 
Les fougères sont devenues encore plus abondantes après l'arrivée des Māori, « principalement en raison des brûlis visant à créer des paysages ouverts pour faciliter l'accès et les déplacements ».
Les rhizomes étaient déterrés au début de l'été, puis séchés pour être utilisés en hiver. Bien qu'il ne soit pas aussi apprécié que le kūmara, il était apprécié pour sa disponibilité et la facilité avec laquelle il pouvait être stocké, et constituait une source de nourriture importante pour les Māori,. Les rhizomes étaient séchés à l'air pour pouvoir être stockés et devenir plus légers. Lorsqu'ils étaient prêts à être consommés, ils étaient brièvement chauffés puis ramollis à l'aide d'un patu aruhe (pilon à rhizomes) ; l'amidon pouvait alors être aspiré à partir des fibres, ou collecté pour être préparé en vue d'un plus grand repas. Plusieurs styles distincts de patu aruhe ont été développés.
Les plantes du genre fougère (Pteridium) contiennent un cancérogène connu, le ptaquiloside (ou aquilide A), identifié comme responsable de maladies hémorragiques, ainsi que de cancers de l'œsophage et de l'estomac chez l'homme.

### Autres plantes
Une poignée d'autres plantes indigènes de Nouvelle-Zélande sont répertoriées comme étant traditionnellement utilisées pour l'alimentation par les Māori :
- Tīkōuka (Cordyline australis) : les pousses et les racines pouvaient être cuites et mangées, ou utilisées pour préparer une boisson sucrée[25]
- Tutu (Coriaria arborea) : les jus étaient extraits des baies et des pétales, et pouvaient être utilisés pour sucrer la fougère, ou bouillis avec des algues pour obtenir une gelée noire[26]
- Mingimingi (Cyathodes juniperina (en)) : baies comestibles[27]
- Kahikatea (Dacrycarpus dacrydioides) : baies comestibles, pouvant aussi apparemment être utilisée pour la fabrication de la bière[28]
- Rimu (Dacrydium cupressinum) : baies comestibles[29]
- Tāwiniwini (Gaultheria antipoda) : baies comestibles[30]
- Mingimingi (Leucopogon fasciculatus (en)) : baies comestibles[31]
- Pānakenake (Lobelia angulata (en)) : les feuilles étaient cuites et consommées comme des légumes verts[32]
- Pōhutukawa (Metrosideros excelsa) : une fine couche de miel est recueillie sur les fleurs[33]
- Puka (Muehlenbeckia australis (en)) : baies comestibles[34]